# Poolse martelaren van de Tweede Wereldoorlog
De 108 martelaren van de Tweede Wereldoorlog, of 108 zalige Poolse martelaren waren Poolse rooms-katholieken die door de nazi's werden gedood tijdens de Tweede Wereldoorlog. Zij worden herdacht op 12 juni en werden door paus Johannes Paulus II in 1999 te Warschau zalig verklaard. Onder hen waren 3 bisschoppen, 52 priesters, 26 monniken, 3 seminaristen, 8 nonnen en 9 leken.

## Naamlijst

### Bisschoppen
- Antoni Julian Nowowiejski, (1858-1941 KL Działdowo), aartsbisschop van Płock
- Leon Wetmański, (1886-1941 KL Działdowo), hulpbisschop Płock
- Władysław Goral, (1898-1945 KL Sachsenhausen), hulpbisschop van Lublin

### Priesters
- Adalbert Nierychlewski, monnik bij de michaelieten (1903-1942 KL Auschwitz)
- Adam Bargielski, priester uit Myszyniec (1903-1942 KL Dachau)
- Aleksy Sobaszek, priester (1895-1942 KL Dachau)
- Alfons Maria Mazurek, karmelietenprior, priester (1891-1944, doodgeschoten door de SS)
- Alojzy Liguda, monnik van Verbist, priester (1898-1942 KL Dachau)
- Anastazy Jakub Pankiewicz, franciscaans monnik, priester (1882-1942 KL Dachau)
- Anicet Kopliński, monnik-kapucijn van Duitse afkomst, priester in Warschau (1875-1941)
- Antoni Beszta-Borowski, priester, deken van Bielsk Podlaski (1880-1943, neergeschoten bij Bielsk Podlaski)
- Antoni Leszczewicz, monnik bij de marianisten, priester (1890-1943, verbrand in Rosica, Wit-Rusland)
- Antoni Rewera, priester, deken van het kathedraal kapittel in Sandomierz (1869-1942 KL Dachau)
- Antoni Świadek, priester uit Bydgoszcz (1909-1945 KL Dachau)
- Antoni Zawistowski, priester (1882-1942 KL Dachau)
- Bolesław Strzelecki, priester (1896-1941 KL Auschwitz)
- Bronisław Komorowski, priester (1889-22 III 1940 KL Stutthof)
- Dominik Jędrzejewski, priester (1886-1942 KL Dachau)
- Edward Detkens, priester (1885-1942 KL Dachau)
- Edward Grzymała, priester (1906-1942 KL Dachau)
- Emil Szramek, priester (1887-1942 KL Dachau)
- Fidelis Chojnacki, monnik-kapucijn, priester (1906-1942, KL Dachau)
- Florian Stępniak, kapucijnermonnik, priester (1912-1942 KL Dachau)
- Franciszek Dachtera, priester (1910-23 VIII 1942 KL Dachau)
- Franciszek Drzewiecki, monnik-orianist, priester (1908-1942 KL Dachau); uit Zduny, hij werd veroordeeld tot dwangarbeid in de plantage van Dachau
- Franciszek Rogaczewski, priester uit Gdańsk (1892-1940, doodgeschoten in Stutthof bij Piaśnica, Pommeren)
- Franciszek Rosłaniec, priester (1889-1942 KL Dachau)
- Henryk Hlebowicz, priester (1904-1941, doodgeschoten in Borisov in Wit-Rusland)
- Henryk Kaczorowski, priester uit Włocławek (1888-1942)
- Henryk Krzysztofik, monnik, priester (1908-1942 KL Dachau)
- Hilary Paweł Januszewski, monnik, priester (1907-1945 KL Dachau)
- Jan Antonin Bajewski, franciscaans monnik, priester (1915-1941 KL Auschwitz); uit Niepokalanow
- Jan Franciszek Czartoryski, dominicaans monnik, priester (1897-1944)
- Jan Nepomucen Chrzan, priester (1885-1942 KL Dachau)
- Jerzy Kaszyra, marianist,priester (1910-1943, verbrand in Rosica, Wit-Rusland)
- Józef Achilles Puchała, franciscaans monnik, priester (1911-1943, gedood bij Iwieniec, Wit-Rusland)
- Józef Cebula, monnik bij de missionarissen-oblaten, priester (1902-1941 KL Mauthausen)
- Józef Czempiel, priester (1883-1942 KL Dachau)
- Józef Innocenty Guz, franciscaans monnik, priester (1890-1940 KL Sachsenhausen)
- Józef Jankowski, monnik bij de pallottinen, priester, (doodgeslagen in KL Auschwitz door kapo)
- Józef Kowalski, monnik bij de salesianen, priester (1911-1942)
- Józef Kurzawa, priester (1910-1940)
- Józef Kut, priester (1905-1942 KL Dachau)
- Józef Pawłowski, priester (1890-9 I 1942 KL Dachau)
- Józef Stanek, monnik bij de pallottinen, priester (1916-23 IX 1944, vermoord in Warschau)
- Józef Straszewski, priester (1885-1942 KL Dachau)
- Karol Herman Stępień, franciscaans monnik, priester (1910-1943, gedood bij Iwieniec, Wit-Rusland)
- Kazimierz Gostyński, priester (1884-1942 KL Dachau)
- Kazimierz Grelewski, priester (1907-1942 KL Dachau)
- Kazimierz Sykulski, priester (1882-1942 KL Auschwitz)
- Krystyn Gondek, franciscaans monnik, priester (1909-1942 KL Dachau)
- Leon Nowakowski, priester (1913-1939)
- Ludwik Mzyk, monnik van Verbist, priester (1905-1940)
- Ludwik Pius Bartosik, franciscaans monnik, priester (1909-1941 KL Auschwitz)
- Ludwik Roch Gietyngier, priester uit Częstochowa (1904-1941 KL Dachau)
- Maksymilian Binkiewicz, priester (1913-24 VII 1942, geslagen en overleden KL Dachau)
- Marian Gorecki, priester (1903-22 III 1940 KL Stutthof)
- Marian Konopiński, monnik bij de kapucijnen, priester (1907-1 I 1943 KL Dachau)
- Marian Skrzypczak, priester (1909-1939 shot in Plonkowo)
- Michał Oziębłowski, priester (1900-1942 KL Dachau)
- Michał Piaszczyński, priester (1885-1940 KL Sachsenhausen)
- Michał Woźniak, priester (1875-1942 KL Dachau)
- Mieczysław Bohatkiewicz, priester (1904-4 III 1942, doodgeschoten in Berezwecz)
- Narcyz Putz, priester (1877-1942 KL Dachau)
- Narcyz Turchan, monnik, priester (1879-1942 KL Dachau)
- Piotr Edward Dankowski, priester (1908-3 IV 1942 KL Auschwitz)
- Roman Archutowski, priester (1882-1943 KL Majdanek)
- Roman Sitko, priester (1880-1942 KL Auschwitz)
- Stanisław Kubista, monnik van Verbist, priester (1898-1940 KL Sachsenhausen)
- Stanisław Kubski, priester (1876-1942, gevangene in KL Dachau, gedood in Hartheim bij Linz)
- Stanisław Mysakowski, (Wojsławice (Lublin), 14 september 1896 - Dachau, 14 oktober 1942), priester
- Stanisław Pyrtek, priester (1913-4 III 1942, doodgeschoten in Berezwecz)
- Stefan Grelewski (Dwikozy, 3 juli 1899 - Dachau, 24 januari 1941). Pools geestelijke uit Święty Krzyż, werd in 1921 priester in het bisdom Radom en was journalist, schrijver, columnist en vertaler.
- Wincenty Matuszewski (Chruścieleńskiej Woli, 3 maart 1869 - Osięciny, 24 mei 1940). Hij was parochiepriester in het bisdom Włocławek.
- Władysław Błądziński, monnik bij de michaelieten, priester (1908-1944, KL Groß-Rosen)
- Władysław Demski, priester (1884-28 V 1940, KL Sachsenhausen)
- Władysław Maćkowiak, priester (1910-4 III 1942 shot in Berezwecz)
- Władysław Mączkowski, priester (1911-20 VIII 1942 KL Dachau)
- Władysław Miegoń, priester, commandant luitenant (1892-1942 KL Dachau)
- Włodzimierz Laskowski, priester (1886-1940 KL Gusen)
- Wojciech Nierychlewski, monnik, priester (1903-1942, KL Auschwitz)
- Zygmunt Pisarski (Krasnystaw, 24 april 1902 - Dachau, 30 januari 1943) was een Pools geestelijke uit Lublin. Hij werd priester in het bisdom Lublin. Pisarski werd door de Duitsers opgepakt en belandde in het concentratiekamp van Dachau, waar hij in januari 1943 overleed.
- Zygmunt Sajna (Zurawlówka, 20 januari 1897 - Palmiry, 17 september 1940) was een Pools geestelijke uit Mazovië. Hij was priester in het aartsbisdom Warschau

### Monniken
- Brunon Zembol, monnik (1905-1942 KL Dachau)
- Grzegorz Bolesław Frąckowiak, monnik (1911-1943, gestorven onder de guillotine in Dresden)
- Józef Zapłata, monnik (1904-1945 KL Dachau)
- Marcin Oprządek, monnik (1884-1942 KL Dachau)
- Piotr Bonifacy Żukowski, monnik (1913-1942 KL Auschwitz)
- Stanisław Tymoteusz Trojanowski, monnik (1908-1942 KL Auschwitz)
- Symforian Ducki, monnik (1888-1942 KL Auschwitz)

### Kloosterzusters
- Alicja Jadwiga Kotowska, zuster (1899-1939, terechtgesteld in Piaśnica, Pommeren)
- Ewa Noiszewska, zuster (1885-1942, terechtgesteld in Góra Pietrelewicka bij Slonim, Wit-Rusland)
- Julia Rodzińska, dominicaans zuster (1899-20 II 1945 KL Stutthof);
- Katarzyna Celestyna Faron, zuster (1913-1944 KL Auschwitz); (1913-1944)
- Maria Antonina Kratochwil, zuster (1881-1942)
- Maria Klemensa Staszewska, zuster (1890-1943 KL Auschwitz)
- Marta Wołowska, zuster (1879-1942, geëxecuteerd in Góra Pietrelewicka bij Slonim, Wit-Rusland)
- Mieczysława Kowalska, zuster (1902-1941 KL Dzialdowo)

### Leken
- Bronisław Kostkowski (1915-1942 KL Dachau)
- Czesław Jóźwiak (1919-1942, gestorven onder de guillotine in Dresden)
- Eduard Kaźmierski (1919-1942, gestorven onder de guillotine in Dresden)
- Eduard Klinik (1919-1942, gestorven onder de guillotine in Dresden)
- Franz Kęsy (1920-1942, gestorven onder de guillotine in Dresden)
- Franciszek Stryjas, huisvader, (1882-31 VII 1944 gevangenis in Kalisz)
- Jarogniew Wojciechowski (1922-1942, gestorven onder de guillotine in Dresden)
- Marianna Biernacka (1888-13 VII 1943)
- Natalia Tułasiewicz (1906-31 III 1945, gestorven in KL Ravensbrück, in de gaskamer), onderwijzeres;
- Stanisław Starowieyski, (Ustrobna,  11 mei 1895 - Dachau, 13 april 1941) was een Poolse huisvader en beheerder uit de Subkarpaten, afkomstig uit een adellijke familie.  Starowieyski was een voorman van de Katholieke Actie in het bisdom Lublin.
- Tadeusz Dulny (1914-1942 KL Dachau)